# 愛斯特哈澤宮

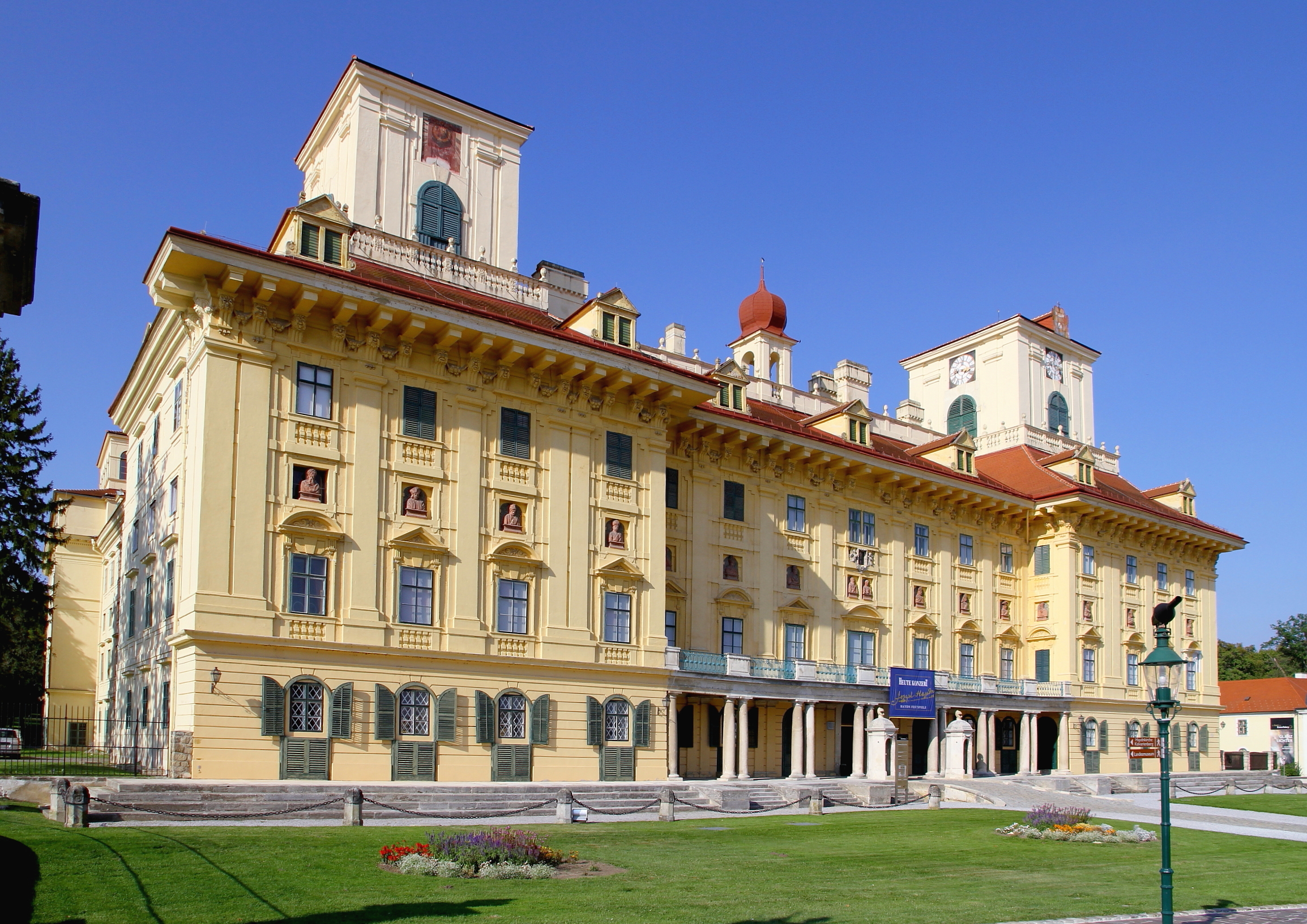
愛斯特哈澤宮

愛斯特哈澤宮（德語：Schloss Esterházy）是位於奧地利艾森斯塔特市的一座宮殿，可稱為奧地利境內最美的巴洛克式宮殿之一。 愛斯特哈澤宮始建於14世紀。17世紀時期，愛斯特哈澤宮成為愛斯特哈澤家族私有財產同時被改建為一座巴洛克式建築。。著名音樂作曲家海頓曾作為宮廷樂師在此受聘30年之久。現在愛斯特哈澤宮是一座博物館同時也是一個演出場所。

## 外部連結
- Esterházy Palace official website （页面存档备份，存于）
- Fotoreport gallery

47°50′55″N 16°31′15″E / 47.84861°N 16.52083°E